# 蕭立揚
蕭立揚（1978年11月1日—），是台灣的演員和創作歌手，曾是舞蹈偶像團體K ONE成員，目前爲中國大陸知名Club DJ以及音樂人。

## 個人經歷

### 唱片
- 2003年《We r K ONE》
- 2004年《紫禁之巔》電視原聲帶
- 2005年《愛的奇蹟》—喬傑立巨星最紅偶像劇精選
- 2005年《愛在新光演唱會》—喬傑立家族DVD
- 2005年《勇敢去愛》
- 2006年《愛的奇蹟2－跳舞吧jstar》
- 2006年《愛的故事-羅密歐&茱麗葉》
- 2007年《星之翼2007》
- 2007年《王道》單曲
- 2007年《美好‧紀念日》精選影音專輯
- 2012年 iCD 銀河愛音樂網路發行個人創作EP<後面>
- 2013年 iCD 銀河愛音樂網路發行個人創作EP<女孩>
- 2013年 iCD 銀河愛音樂網路發行個人創作EP<我愛綜藝咖>

### 電視劇
- 2004年 華視《紫禁之巔》飾-黑子
- 2006年 中視《星蘋果樂園》飾-陸天齊

### 電影
- 2012年 奇藝網--城市映像台北篇《快递》

### 廣告代言
- 2003年 Qma 手機
- 2005年 中華電信 一按就通 代言人
- 2007年 蝦味先 日式照燒口味代言人
- 2012年 冰火 廣告演出
- 2013年 桃園國際機場觀光形象廣告

### MV
- 2003年曾經拍過金曲獎片頭。
- 王心凌《明天見》友情演出
- 楊乃文《不要告別》

### DJ
台北知名Night Club 《MUSE》《ASIA》《Mcube》DJ
- 2012年-2014年 北京知名Night Club《Elements(e-club)愛樂》駐場DJ
- 2013年 连云港Club拿铁 廊坊11号Club 锦州茜河Club Guest DJ
- 2014年 北京《JC Lounge》DJ
- 2014年 爱玩音乐力量世界巡回演唱会深圳站DJ
- 2014年 長城音樂節演出DJ
- 2014年 澳⾨門愛玩⾳音樂酷時代演唱會DJ

### 作曲
- 《迷宮》收錄於《愛情魔髮師》電視原聲帶
- 《最美的一刻》收錄於K ONE《勇敢去愛》
- 《傷心的石頭》收錄於台風《天大地大》
- 《敏感》收錄於邱曉倩《黑色金魚》
- 《麗嬰房》CF配樂
- 《J-Star明星棒球隊》網站配樂
- 《ELLE》iPad Version片頭配樂
- 《中廣流行網》節目台呼

### 作詞
- 《勇敢去愛》、《最美的一刻》收錄於K ONE《勇敢去愛》
- 《119打火英雄》主題曲中文版

### 書籍
- 2005年《K ONE的天堂與地獄》
- 2012年 全國兒童樂園有聲刊物 飾陽光哥哥

### 電視演出(部份)
- 2006年 纬来体育台明星棒球慈善义赛
- 2007年 TVBS G 好友音乐会
- 2007年 世界国标舞大赛艺人组第三名
- 2008年 蒙牛济南慈善音乐会
- 2009年 上海东方卫视 舞林大会
- 2010年 金曲超级星艺人歌唱比赛

### 電視主持
- 2007年 东风卫视 明星随身碟
- 2008年 民视 超级童盟会
- 2009年 湖北卫视 音乐集结号

### 電台主持
- 2010年 Asia Fm 翼想星空

### 得奬
- 2008年 中国海西时尚娱乐盛典 港台时尚音乐组合大奖
- 2008年 第六届东南劲爆榜 劲爆全能艺人大奖
- 2008年 澳门“劲歌王” 最有前途新人组合大奖